# 大人的童話
《大人的童話》是香港歌手李克勤的全新粵語大碟，於2023年5月11日推出。這張專輯主要在Covid疫情期間錄製，但整合克勤的社交平台發文及電台訪問可知，早在疫情前的2019年已經開始灌錄，2020年完成8首曲目錄製，並已拍好唱片封套。克勤曾在電台節目表示，本專輯在定題方面希望以"neutual"（中性）為主，原因是考慮到聽眾音迷在疫情及各種社會因素下的心態。第一主打《格林童話》，2020年7月派台，令克勤成為第一位獲得香港五台冠軍歌的男歌手。第二主打《為食熊貓》同年派台，MV與澳門網媒微辣合作。之後克勤繼續北上參與中國內地音樂綜藝節目，期間雖短暫返港參與選秀節目《聲夢傳奇》，但仍沒有歌曲派台，使本專輯的消息在2021至2022這兩年一直沉寂。直至2023年，克勤宣布與香港管弦樂團再度合辦演唱會，推出演唱會同名主題曲《弦續》，並將之收入專輯，專輯終於在2023年5月得以面世。2023年6月，本專輯第四支MV《飢餓的毛毛蟲》面世，該MV與LEGO公司合作，其實亦是早於2020年拍畢。
克勤上一張粵語專輯已是2017年的《30克》。對比上張專輯，這張專輯在題材上有清晰的概念，以童話的手法包裝成人世界裡的問題，如《格林童話》談婚姻經營之難。音樂風格上，則繼承了《30克》的曲風多樣性，《回魂夜》的暗黑、《小紅帽沒有遇到大灰狼》的迷幻，都是克勤在抒情曲種以外的嘗試。值得注意，英皇唱片公司沒有為本專輯安排任何形式（包括電台宣傳、簽唱會、媒體訪問、電視演出等）的宣傳，另外本專輯與克勤2012年的粵語大碟《在森林和原野》在主題上高度相似，略有重複之嫌。

## 曲目
| 曲序     | 曲目                 |                 | 作曲                       | 编曲              | 製作人        | 时长  |
| -------- | -------------------- | --------------- | -------------------------- | ----------------- | ------------- | ----- |
| 1.       | 弦續                 | 林若寧          | Edmond Tsang               | 何秉舜            | 何秉舜        | 3:55  |
| 2.       | 格林童話             | 林若寧          | 徐沛昕 馮翰銘              | 馮翰銘            | 馮翰銘        | 3:31  |
| 3.       | 飢餓的毛毛蟲         | 徐繼宗          | 徐繼宗                     | 馮翰銘            | 馮翰銘        | 4:02  |
| 4.       | 小紅帽沒有遇到大灰狼 | 周耀輝          | Tomo Go                    | 馮翰銘            | 馮翰銘        | 3:56  |
| 5.       | 回魂夜               | 林若寧          | Edmond Tsang               | 馮翰銘            | 馮翰銘        | 4:03  |
| 6.       | 問題王子             | 陳耀森          | Edmond Tsang               | 馮翰銘 Soni@GDJYB | 馮翰銘        | 2:53  |
| 7.       | 妳的移動城堡         | 鍾說            | 馮翰銘 蘇道哲 Edmond Tsang | 蘇道哲            | 馮翰銘 蘇道哲 | 2:36  |
| 8.       | 為食熊貓             | 陳耀森 KW朱敏希 | 徐沛昕                     | 蘇道哲            | 馮翰銘        | 3:47  |
| 9.       | 這個故事教訓我們     | 林若寧          | 馮翰銘 何秉舜              | 何秉舜            | 馮翰銘 何秉舜 | 3:42  |
| 总时长： | 总时长：             | 总时长：        | 总时长：                   | 总时长：          | 总时长：      | 32:24 |